# Skeleton ai I Giochi olimpici giovanili invernali - Singolo maschile
Nello skeleton ai I Giochi olimpici giovanili invernali di Innsbruck 2012 la gara del singolo maschile si è disputata il 21 gennaio a Innsbruck, in Austria, sulla pista dell'Olympic Sliding Centre di Igls.
Hanno preso parte alla competizione 14 atleti rappresentanti 13 differenti nazioni. La medaglia d'oro è stata conquistata dal tedesco Sebastian Berneker, davanti all'austriaco Stefan Richard Geisler, medaglia d'argento, e al canadese Corey Gillies, bronzo.

## Classifica di gara
| Pos. | Atleta                  | Nazione       | 1ª manche | 2ª manche | Totale  | Distacco |
| ---- | ----------------------- | ------------- | --------- | --------- | ------- | -------- |
|      | Sebastian Berneker      | Germania      | 56"20     | 56"53     | 1'52"73 | —        |
|      | Stefan Richard Geisler  | Austria       | 57"11     | 57"59     | 1'54"70 | +1"97    |
|      | Corey Gillies           | Canada        | 58"35     | 57"47     | 1'55"82 | +3"09    |
| 4    | Cosmin Marius Chioibasu | Romania       | 57"97     | 57"89     | 1'55"86 | +3"13    |
| 5    | Sacha Berger            | Svizzera      | 59"02     | 58"66     | 1'57"68 | +4"95    |
| 6    | Valerij Myšaev          | Russia        | 58"26     | 59"45     | 1'57"71 | +4"98    |
| 7    | Anthony Herringshaw     | Stati Uniti   | 59"00     | 59"16     | 1'58"16 | +5"43    |
| 8    | Dāvis Dreimanis         | Lettonia      | 59"22     | 59"24     | 1'58"46 | +5"73    |
| 9    | Dan Sato                | Giappone      | 59"55     | 59"34     | 1'58"89 | +6"16    |
| 10   | Hiroki Nokura           | Giappone      | 59"92     | 59"80     | 1'59"72 | +6"99    |
| 11   | Ferdinando Mulassano    | Italia        | 59"86     | 59"94     | 1'59"80 | +7"07    |
| 12   | Kim Ban-seok            | Corea del Sud | 1'01"34   | 59"08     | 2'00"42 | +7"69    |
| 13   | Marc Alcaraz            | Spagna        | 1'00"98   | 1'01"40   | 2'02"38 | +9"65    |
| 14   | Josue Montiel Santander | Messico       | 1'01"85   | 1'02"52   | 2'04"37 | +11"64   |

Data: Sabato 21 gennaio 2012

Ora locale 1ª manche: 14:10

Ora locale 2ª manche: 15:40

Pista: Olympic Sliding Centre

Legenda:
- DNS = non partito (did not start)
- DNF = prova non completata (did not finish)
- DSQ = squalificato (disqualified)
- Pos. = posizione
- in grassetto: miglior tempo di manche